# Škol'nyj val's
Škol'nyj val's (Школьный вальс) è un film del 1978 diretto da Pavel Grigor'evič Ljubimov.

## Trama
Gli scolari di Mosca Zosja e Goša si amano anche fisicamente. Zosja non ha intenzione di uccidere il suo bambino non ancora nato, ma Gosha non è pronto a prendere una decisione matura in merito e lascia la sua ragazza da sola con problemi ormai da adulti.